# プラータ・カンポルタッチョ
プラータ・カンポルタッチョ（伊: Prata Camportaccio）は、イタリア共和国ロンバルディア州ソンドリオ県にある、人口約2,900人の基礎自治体（コムーネ）。

## 地理

### 位置・広がり
ソンドリオ県北西部に位置するコムーネ。キアヴェンナから南南西へ1km、県都ソンドリオから西北西へ40km、州都ミラノから北へ95kmの距離にある。

#### 隣接コムーネ
隣接するコムーネは以下の通り。
- キアヴェンナ
- ゴルドーナ
- メーゼ
- ノヴァーテ・メッツォーラ
- ピウーロ
- サモーラコ

### 地震分類
イタリアの地震リスク階級 (it) では、3 に分類される
。

## 行政

### 山岳部共同体
広域行政組織である山岳部共同体「ヴァルキアヴェンナ山岳部共同体」 (it:Comunità montana della Valchiavenna) （事務所所在地: キアヴェンナ）を構成するコムーネの一つである。

### 分離集落
プラータ・カンポルタッチョには、以下の分離集落（フラツィオーネ）がある。
- San Cassiano, Porrettina Alta, Porrettina Bassa, Pizzo, Tanno, Malaguardia